# Aurora Award
Der Aurora Award (französisch Prix Aurora) ist ein kanadischer Literaturpreis, der seit 1980 für Werke aus dem Bereich der Science-Fiction und Fantasy verliehen wird. Der Preis wird in verschiedenen Kategorien jährlich bei der Canvention, der bedeutendsten kanadischen Science-Fiction-Convention von der Canadian Science Fiction and Fantasy Association (CSFFA) verliehen.
Der Preis wurde erstmals 1980 an den aus Kanada stammenden SF-Autor Alfred Elton van Vogt als Coeurl Award (benannt nach einem von van Vogts Monstern) vergeben. Von 1986 bis 1990 war der Preis nach der Canadian Science Fiction Professional Association (CASPA) als Casper Award beziehungsweise Prix Casper bekannt, offiziell auch als Canadian Science Fiction and Fantasy Achievement Award bzw. als CSFFA Award. Ab 1991 wurde Aurora Award der offizielle Name. Seit 2011 ist der Preis in den französischsprachigen Kategorien mit dem Prix Boréal vereinigt zum Prix Aurora-Boréal.
Zunächst wurde der Preis in den Jahren 1980 bis 1983 an jeweils einen Autor für sein Lebenswerk vergeben. 1984 ausgesetzt und 1985 an Eileen Kernaghan für Songs from the Drowned Land verliehen, gab es von 1986 bis 1988 drei Kategorien, nämlich jeweils für englischsprachige und französischsprachige Werke, und eine für Fan-Aktivitäten bzw. -Leistungen. Ab 1989 gab es dann folgende Kategorien:
- Bester Roman (englisch/französisch)
- Beste Kurzgeschichte (englisch/französisch)
- Andere Werke (englisch/französisch)
- Fan (Fanzine / Organisation / andere Leistungen)
- Künstler (ab 1991)
- Lyrik (ab 2011)
- Comic und grafischer Roman (ab 2011)
- Jugendbuch (ab 2013)
- Film (ab 2016)
- Fan-Musik und Filk (ab 2012)

Preise für das Lebenswerk wurden nach 1983 unregelmäßig verliehen. 2018 wurden erstmals mehrere Autoren in die Canadian Science Fiction Hall of Fame aufgenommen, die Ruhmeshalle kanadischer Science-Fiction. 2016 wurde Robert J. Sawyers Roman The Neanderthal Parallax als Best of the Decade ausgezeichnet, als bester Roman des Jahrzehnts.

## Liste der Preisträger

### Lebenswerk
Lifetime Achievement / Grand maître
- 2013 Robert J. Sawyer
- 2008 Dennis Mullin
- 1986 Judith Merril
- 1983 Judith Merril
- 1982 Phyllis Gotlieb
- 1981 Susan Wood
- 1980 A. E. van Vogt

### Hall of Fame
- 2018 Candas Jane Dorsey, Robert Charles Wilson, Jaymie Matthews
- 2015 Dave Duncan, H. A. Hargreaves, Michael Coney
- 2014 William Gibson, Spider Robinson, Jeanne Robinson

### Best of the Decade
- 2017 Robert J. Sawyer: The Neanderthal Parallax

### Englischsprachiger Roman
Best English Long Form / Meilleur livre en anglais
- 2018 Fonda Lee: Jade City
- 2017 Robert J. Sawyer: Quantum Night
- 2016 A. M. Dellamonica: A Daughter of No Nation
- 2015 Julie E. Czerneda: A Play of Shadow
- 2014 Julie E. Czerneda: A Turn of Light
- 2013 Tanya Huff: The Silvered
- 2012 Robert J. Sawyer: WWW: Wonder
- 2011 Robert J. Sawyer: WWW: Watch
- 2010 Robert J. Sawyer: WWW: Wake
- 2009 Edward Willett: Marseguro
- 2008 Nalo Hopkinson: The New Moon's Arms
- 2007 Dave Duncan: Children of Chaos
- 2006 Karin Lowachee: Cagebird
- 2005 Edo van Belkom: Wolf Pack
- 2004 Robert Charles Wilson: Blind Lake
- 2003 Karl Schroeder: Permanence
- 2002 Julie E. Czerneda: In the Company of Others
- 2001 Eileen Kernaghan: The Snow Queen
- 2000 Robert J. Sawyer: Flashforward
- 1999 Robert Charles Wilson: Darwinia
- 1998 Candas Jane Dorsey: Black Wine
- 1997 Robert J. Sawyer: Starplex
- 1996 Robert J. Sawyer: The Terminal Experiment (auch als Hobson's Choice)
- 1995 William Gibson: Virtual Light
- 1994 Sean Stewart: Nobody's Son
- 1993 Sean Stewart: Passion Play
- 1992 Robert J. Sawyer: Golden Fleece
- 1991 Guy Gavriel Kay: Tigana
- 1990 Dave Duncan: West of January
- 1989 William Gibson: Mona Lisa Overdrive
- 1988 Charles de Lint: Jack the Giant Killer
- 1987 Guy Gavriel Kay: The Wandering Fire
- 1986 nicht vergeben
- 1985 Eileen Kernaghan: Songs from the Drowned Lands (auch als Journey to Apriloth)
- 1983 nicht vergeben
- 1982 Phyllis Gotlieb: A Judgment of Dragons

### Französischsprachiger Roman
Prix Aurora-Boréal du meilleur roman
- 2018 Karoline Georges: De synthèse
- 2017 Ariane Gélinas: Les Cendres de Sedna
- 2016 Philippe-Aubert Côté: Le Jeu du Démiurge
- 2015 Élisabeth Vonarburg: Hôtel Olympia
- 2014 Sébastien Chartrand: L'Ensorceleuse de Pointe-Lévy / Ariane Gélinas: L’île aux naufrages
- 2013 Ariane Gélinas: Transtaïga
- 2012 Éric Gauthier: Montréel

Best French Long Form / Meilleur livre en français
- 2011 Héloïse Côté: La Tueuse de dragons
- 2010 Laurent McAllister: Suprématie
- 2009 Michèle Laframboise: Les vents de Tammerlan
- 2008 Diane Boudreau: Cimetière du musée
- 2007 Élisabeth Vonarburg: La Princesse de Vengeance (Band 4 von La Reine de Mémoire)
- 2006 Dominic Bellavance: Alégracia et le Serpent d'Argent (Band 1 von La Trilogie d'Alégracia)
- 2005 Michèle Laframboise: Les Mémoires de l'Arc
- 2004 Alain Bergeron: Phaos
- 2003 Jean-Louis Trudel: Le Revenant de Fomalhaut
- 2002 Jean-Louis Trudel: Les Transfigurés du Centaure
- 2001 les étoiles, Jean-Louis Trudel: Demain
- 2000 Francine Pelletier: Samiva de Frée
- 1999 Alain Bergeron: Corps-machines et rêves d'anges
- 1998 Jean-Pierre Guillet: L'Odyssée du Pénélope
- 1997 Yves Meynard: La Rose du désert
- 1996 Élisabeth Vonarburg: Les Voyageurs malgré eux
- 1995 Joël Champetier: La Mémoire du lac
- 1994 Daniel Sernine: Chronoreg
- 1993 Élisabeth Vonarburg: Chroniques du Pays des Mères
- 1992 Élisabeth Vonarburg: Ailleurs et au Japon
- 1991 Élisabeth Vonarburg: Histoire de la Princesse et du Dragon
- 1990 Jacques Brossard: L'Oiseau de feu (Band 1)
- 1989 Charles Montpetit: Temps mort
- 1988 Alain Bergeron: Les crabes de Venus regardent vers le ciel
- 1987 Élisabeth Vonarburg: La Carte du Tendre
- 1986 Daniel Sernine: Yadjine et la mort

### Englischsprachige Kurzgeschichte
Best English Short Form / Meilleure nouvelle en anglais
- 2018 Liz Westbrook-Trenholm: Gone Flying
- 2017 Hayden Trenholm: Marion's War
- 2016 Kelly Robson: Waters of Versailles
- 2015 Eric Choi: Crimson Sky
- 2014 Ryan McFadden: Ghost in the Machine
- 2013 Douglas Smith: The Walker of the Shifting Borderland
- 2012 Suzanne Church: The Needle's Eye
- 2011 Hayden Trenholm: The Burden of Fire
- 2010 Eileen Bell: Pawns Dreaming of Roses
- 2009 Alberta, Randy McCharles: Ringing in the Changes in Okotoks
- 2008 Hayden Trenholm: Like Water in the Desert
- 2007 Robert J. Sawyer: Biding Time
- 2006 Derwin Mak: Transubstantiation
- 2005 Isaac Szpindel: When the Morning Stars Sang Together
- 2004 Douglas Smith: Scream Angel
- 2003 Robert J. Sawyer: Ineluctable
- 2002 Julie E. Czerneda: Left Foot on a Blind Man
- 2001 Marcie Tentchoff: Surrendering the Blade (poem)
- 2000 Robert J. Sawyer: Stream of Consciousness
- 1999 Edo van Belkom: Hockey's Night in Canada
- 1998 James Alan Gardner: Three Hearings on the Existence of Snakes in the Human Bloodstream
- 1997 Robert J. Sawyer: Peking Man
- 1996 Robert Charles Wilson: The Perseids
- 1995 Sally McBride: The Fragrance of Orchids
- 1994 Robert J. Sawyer: Just Like Old Times
- 1993 David Nickle, Karl Schroeder: The Toy Mill
- 1992 Michael Skeet: Breaking Ball / Peter Watts: A Niche
- 1991 James Alan Gardner: Muffin Explains Teleology to the World at Large
- 1990 Eileen Kernaghan: Carpe Diem
- 1989 Candas Jane Dorsey: Sleeping in a Box
- 1988 Tanya Huff: And Who Is Joah?
- 1986 nicht vergeben

### Französischsprachige Kurzgeschichte
Prix Aurora-Boréal de la meilleure nouvelle
- 2018 Philippe-Aubert Côté: La nuit aux trois démons
- 2017 Élisabeth Vonarburg: Le Printemps de Krijka
- 2016 Jean-Louis Trudel: Garder un phénix en cage
- 2015 Joël Champetier: Pour son oeil seulement
- 2014 Jonathan Reynolds: La légende de McNeil
- 2013 Geneviève Blouin: Le Chasseur
- 2012 Ariane Gélinas: L'Enfant sans visage
- 2011 Philippe-Aubert Côté: Pour l'honneur d'un Nohaum

Best French Short Form / Meilleure nouvelle en français
- 2010 Alain Bergeron: Ors blancs
- 2009 Jean-Louis Trudel: Le Dôme de Saint-Macaire
- 2008 Laurent MacAllister: Sur la plage des épaves
- 2007 Mario Tessier: Le regard du trilobite
- 2006 Alain Ducharme: Montréal: trois uchronies
- 2005 Michèle Laframboise: Ceux qui ne comptent pas
- 2004 Élisabeth Vonarburg: La Course de Kathryn
- 2003 Sylvie Bérard: La Guerre sans temps
- 2002 Daniel Sernine: Souvenirs de lumière
- 2001 Douglas Smith: La Danse des esprits (Übersetzung von Benoît Domis)
- 2000 Éric Gauthier: Souvenirs du Saudade Express
- 1999 Guy Sirois: La Demoiselle sous la lune
- 1998 Yves Meynard: Une lettre de ma mère
- 1997 Jean-Louis Trudel: Lamente-toi, sagesse!
- 1996 Yves Meynard: Équinoxe
- 1995 Alain Bergeron: L'Homme qui fouillait la lumière / Yves Meynard: L'Envoyé
- 1994 Yves Meynard: La Merveilleuse Machine de Johann Havel
- 1993 Jean Dion: Base de négociation
- 1992 Yves Meynard: L'Enfant des mondes assoupis
- 1991 Élisabeth Vonarburg: Ici, des tigres
- 1990 Élisabeth Vonarburg: Cogito
- 1989 Joël Champetier: Survie sur Mars

### Andere englischsprachige Werke
Best English (Other) / Meilleur ouvrage en anglais (autre)
- 2018 Susan Forest, Lucas K. Law (Hrsg.): The Sum of Us: Tales of the Bonded and Bound
- 2017 Susan Forest, Lucas K. Law (Hrsg.): Strangers Among Us: Tales of the Underdogs and Outcasts
- 2016 Michael Rimar, Hayden Trenholm (Hrsg.): Second Contacts
- 2015 Copper Pig Writers’ Society: On Spec
- 2014 Copper Pig Writers’ Society: On Spec
- 2013 Hayden Trenholm (Hrsg.): Blood and Water
- 2012 Copper Pig Writers’ Society: On Spec
- 2011 Derwin Mak, Eric Choi: The Dragon and the Stars
- 2010 Eileen Bell, Roxanne Felix, Billie Milholland, Ryan McFadden (Hrsg.): Women of the Apocalypse
- 2009 Karl Johanson (Hrsg.): Neo-Opsis
- 2008 Julie E. Czerneda, Jana Paniccia (Hrsg.): Under Cover of Darkness
- 2007 Karl Johanson (Hrsg.): Neo-Opsis
- 2006 Nalo Hopkinson, Geoff Ryman (Hrsg.): Tesseracts Nine
- 2005 Robert J. Sawyer: Relativity: Essays and Stories
- 2004 Julie E. Czerneda (Hrsg.): Space Inc.
- 2003 Edo van Belkom: als Herausgeber von Be VERY Afraid!
- 2002 Isaac Szpindel: Rescue Heroes Cycle II: Underwater Nightmare
- 2001 David Widdicombe: Science Fiction: The Play
- 2000 Don Hutchison (Hrsg.): Northern Frights 5
- 1999 Mark Shainblum, John Dupuis (Hrsg.): Arrowdreams: An Anthology of Alternate Canadas
- 1998 Don Hutchison (Hrsg.): Northern Frights 4
- 1997 On Spec
- 1996 ReBoot
- 1995 Copper Pig Writers’ Society: On Spec
- 1994 Prisoners of Gravity (Fernsehserie)
- 1993 Michael Skeet, Lorna Toolies (Hrsg.): Tesseracts4
- 1992 Prisoners of Gravity (Fernsehserie)
- 1991 Copper Pig Writers’ Society: On Spec
- 1990 Copper Pig Writers’ Society: On Spec
- 1989 Gary Truscott

### Andere französischsprachige Werke
Prix Aurora-Boréal du meilleur ouvrage connexe
- 2018 Jean-Louis Trudel: Petit Guide de la science-fiction au Québec
- 2017 Solaris
- 2016 Solaris
- 2015 Solaris
- 2014 Solaris
- 2013 Solaris
- 2012 Claude Janelle: Le Dictionnaire des auteurs des littératures de l’imaginaire en Amérique française
- 2011 Solaris

Best French (Other) / Meilleur ouvrage en français (autre)
- 2010 Joël Champetier: Revue
- 2009 Joël Champetier: Solaris
- 2008 nicht vergeben
- 2007 Jean-Louis Trudel: Aux origines des petits hommes verts
- 2006 Solaris
- 2005 nicht vergeben
- 2004 Solaris
- 2003 nicht vergeben
- 2002 Solaris
- 2001 Solaris
- 2000 Solaris
- 1999 John Dupuis: L'entreprise de Frankenstein / Jean-Louis Trudel: Kritiken in Solaris
- 1998 Solaris
- 1997 Solaris
- 1996 Solaris
- 1995 Solaris
- 1994 Guy Bouchard: Les 42,210 univers de la science-fiction
- 1993 Solaris
- 1992 Solaris
- 1991 Solaris
- 1990 Solaris
- 1989 Solaris

### Jugendbuch
Best Young Adult Novel / Meilleure roman pour la jeunesse
- 2018 Fonda Lee: Exo
- 2018 Elizabeth Whitton: Houses of the Old Blood
- 2017 James Bow: Icarus Down
- 2016 Leah Bobet: An Inheritance of Ashes
- 2015 Charles de Lint: Out of This World / Karl Schroeder: Lockstep
- 2014 Kelley Armstrong: The Rising
- 2013 Charles de Lint: Under My Skin

### Comic und grafischer Roman
Graphic Novel / Bande dessinée
- 2018 Peter Chiykowski: Rock Paper Cynic
- 2017 Margaret Atwood, Johnnie Christmas, Tamra Bonvillian: Angel Catbird Volume One
- 2016 Vincent Marcone: The Lady ParaNorma
- 2015 Kari Maaren: It Never Rains
- 2014 Paper, Cynic, Peter Chiykowski: Rock
- 2013 Alina Pete: Weregeek
- 2012 Tarol Hunt: Goblins
- 2011 Tarol Hunt: Goblins

### Lyrik
Poem and Song / Poème
- 2018 Matt Moore: Heaven Is the Hell of No Choices
- 2016 Naru Dames Sundar: Origami Crane / Light Defying Spaceship
- 2015 Tony Pi: A Hex, with Bees
- 2014 Eileen Kernaghan: Night Journey: West Coast
- 2013 David Clink: A sea monster tells his story
- 2012 Helen Marshall: Skeleton Leaves
- 2011 Carolyn Clink: The ABCs of the End of the World

### Künstlerische Leistung
Artistic Achievement / Accomplissement artistique
- 2018 Dan O’Driscoll
- 2017 Samantha M. Beiko
- 2016 Erik Mohr
- 2015 Dan O’Driscoll
- 2014 Erik Mohr
- 2013 Erik Mohr: Umschlagbilder von ChiZine Publications
- 2012 Dan O’Driscoll
- 2011 Erik Mohr: ChiZine Publications
- 2010 Dan O’Driscoll
- 2009 Lar deSouza
- 2008 Lar deSouza
- 2007 Martin Springett
- 2006 Lar deSouza
- 2005 Martin Springett
- 2004 Jean-Pierre Normand
- 2003 Mel Vavaroutsos
- 2002 James Beveridge
- 2001 Jean-Pierre Normand
- 2000 Larry Stewart
- 1999 Jean-Pierre Normand
- 1998 Jean-Pierre Normand
- 1997 Jean-Pierre Normand
- 1996 Jean-Pierre Normand
- 1995 Tim Hammell: On Spec, SF Chronicle
- 1994 Robert Pasternak
- 1993 Lynne Taylor Fahnestalk MSZ
- 1992 Martin Springett
- 1991 Lynne Taylor Fahnestalk: On Spec (Herbst 1990)

### Film
Visual Presentation
- 2018 Blade Runner 2049
- 2017 Arrival
- 2016 Orphan Black

### Fan-Kategorien

#### Fanzine
Fan Publication
- 2016 Derek Newman-Stille (Hrsg.): Speculating Canada
- 2015 Derek Newman-Stille (Hrsg.): Speculating Canada
- 2013 Derek Newman-Stille (Hrsg.): Specualting Canada blog
- 2012 Eileen Bell, Ryan McFadden, Billie Milholland, Randy McCharles: Bourbon and Eggnog
- 2010 Richard Graeme Cameron: WCFSAZine
- 2009 Jeff Boman (Hrsg.): The Original Universe
- 2008 nicht vergeben
- 2007 Guillaume Voisine (Hrsg.): Brins d'Éternité
- 2006 Garth Spencer (Hrsg.): The Royal Swiss Navy Gazette (http://www.eFanzines.com/RSNG)
- 2005 Dale Speirs (Hrsg.): Opuntia
- 2004 Don Bassie (Hrsg.): Made In Canada Newsletter
- 2003 Don Bassie (Hrsg.): Made In Canada Newsletter
- 2002 Karen Bennett, Sharon Lowachee: Voyageur
- 2001 Karen Bennett: Voyageur
- 2000 Karen Bennett: Voyageur
- 1999 Lynda Pelley: Warp
- 1998 Chris Chartier: Warp Factor
- 1997 Theresa Wojtasiewicz: Sol Rising
- 1996 Karl Johanson, John Herbert: Under the Ozone Hole
- 1995 Karl Johanson, John Herbert: Under the Ozone Hole
- 1994 Karl Johanson, John Herbert: Under the Ozone Hole
- 1993 Karl Johanson, John Herbert: Under the Ozone Hole
- 1992 Larry Hancock: Sol Rising
- 1991 Catherine Girczyc: Neology
- 1990 Michael Skeet: MLR
- 1989 Michael Skeet: MLR

#### Organisation
Fan Organizational
- 2016 Randy McCharles
- 2015 Sandra Kasturi
- 2014 Randy McCharles
- 2013 Randy McCharles
- 2012 Randy McCharles
- 2010 David Hayman
- 2009 Randy McCharles
- 2008 Penny Lipman
- 2007 Cathy Palmer-Lister
- 2006 Barbara Schofield
- 2005 Brian Upward
- 2004 Martin Miller
- 2003 Georgina Miles
- 2002 Peter Johnson
- 2001 R. Graeme Cameron
- 2000 Bernard Reischl
- 1999 Ann Methe
- 1998 Peter Halasz
- 1997 Yvonne Penney
- 1996 Jean-Louis Trudel
- 1995 Cath Jackel
- 1994 Lloyd Penney
- 1993 Adam Charlesworth: Noncon 15
- 1992 John Mansfield
- 1991 Dave Panchyk
- 1990 Alberta Speculative Fiction Assn.
- 1989 Paul Valcour
- 1988 Michael Skeet
- 1987 Élisabeth Vonarburg
- 1986 Garth Spencer

#### Musik und Filk
Fan Music and Filk
- 2015 Kari Maaren: YouTube Channel
- 2014 Chris Hadfield: Space Oddity
- 2013 Kari Maaren: Lebenswerk
- 2012 Phil Mills

#### Andere Leistung
Fan Related Work
- 2016 Derek Newman-Stille
- 2015 Derek Newman-Stille
- 2014 Robert Runté
- 2013 Ron Friedman

Fan Achievement (other)
- 2012 Peter Watts
- 2010 Roy Badgerow
- 2009 Joan Sherman
- 2008 Paul Bobbit (Hrsg.): The Voyageur
- 2007 Éric Gauthier, Christian Sauvé, Laurine Spehner: Fractale-Framboise
- 2006 Urban Tapestry
- 2005 Karen Linsley
- 2004 Eric Layman
- 2003 Jason Taniguchi
- 2002 Alex von Thorn
- 2001 Donna McMahon
- 2000 Don Bassie (Hrsg.): Made In Canada
- 1999 Janet L. Hetherington
- 1998 Larry Stewart
- 1997 Lloyd Penney
- 1996 Larry Stewart
- 1995 Catherine Donahue Girczyc
- 1994 Jean-Louis Trudel
- 1993 Louise Hypher
- 1992 David W. New: Horizons SF
- 1991 Al Betz: Ask Mr. Science
- 1990 Robert Runté
- 1989 Robert Runté: NCF Guide to Canadian SF